# Deutsche Gesellschaft für Senologie
Die Deutsche Gesellschaft für Senologie e. V. (DGS) wurde 1981 gegründet. Sie hat ihren Sitz in Berlin und ist eine medizinische senologische Fachgesellschaft, in der sich Humanmediziner mit dem Thema Funktionen der weiblichen Brust befassen.

## Aufgaben und Ziele
Das Ziel der DGS ist der wissenschaftliche nationale und internationale Erfahrungsaustausch zum Wissen über die normalen und gestörten Funktionen der weiblichen Brust (Senologie). Darüber hinaus gibt sie Empfehlungen zu Diagnostik und Therapie von Brustkrankheiten. Im fachlichen Fokus steht dabei die Brustkrebserkrankung.

## Vorstand und Ehrenmitglieder
- Vorstand: Andreas Schneeweiss, Sara Brucker, Andreas Hartkopf (Schriftführer), Bernd Gerber (Kassenführer), Walter Heindel (Kongresspräsident 2026), Maggie Banys-Paluchowski (Co-Kongresspräsidentin 2026)
- Ehrenmitglieder: Bamberg, Michael (Radioonkologie); Bässler, Roland (Pathologie); Bastert, Gunther; Bruns, Johannes (DKG); Dietel, Manfred (Pathologie); Engenhart-Cabillic, Rita; Feller, Axel-Mario (Ästhetisch-plastische Chirurgie); Frischbier, Hans-Joachim (Gynäkologische Radiologie); Hecken, Josef; Herold, Christian; Hohenberger, Werner (Chirurgie); Hoeffken, Walter (Radiologie) († 1999); Hortobagyi, Gabriel N., USA; Jonat, Walter (Gynäkologie); Jordan, Craig, USA († 2024); Kopp, Ina B.; Kreienberg, Rolf (Gynäkologie) († 2021); Maass, Heinrich (Gynäkologie) († 2016); Morrow, Monica, USA; Müller-Schimpfle, Markus (Radiologie); Nettekoven, Gerd (DKG); Olivari, Neven († 2018); Reiser, Maximilian (Radiologie); Sauer, Rolf (Radioonkologie); Scharl, Anton J. (Gynäkologie); Schreer, Ingrid; Schulte, Hilde; Schulz, Klaus-Dieter (Gynäkologie) († 2007); Schulz-Wendtland, Rüdiger (Radiologie); Schumacher-Wulf, Eva; Senn, Hans-Jörg, Schweiz († 2023); Sinn, Hans-Peter (Pathologie); Staffen, Alfred (Chirurgie), Österreich († 2022); Veronesi, Umberto (Gynäkologie), Italien († 2016); Wallwiener, Diethelm; Wesselmann, Simone; Wörmann, Bernhard (Onkologie)